# Sapekhburto K'lubi Rustavi
Il Sapekhburto K'lubi Rustavi (in georgiano საფეხბურთო კლუბი რუსთავი?), meglio nota come Rustavi, è una società calcistica georgiana con sede nella città di Rustavi. Milita nella Erovnuli Liga 2, la seconda divisione del campionato georgiano di calcio.
Nella sua storia ha vinto per due volte la Umaglesi Liga, la massima serie georgiana, e una Supercoppa di Georgia.

## Storia
Il club venne fondato nel 1948 come Metallurg Rustavi, vincendo per due volte il campionato georgiano sovietico e per una volta la coppa georgiana sovietica. Nel 1990 cambiò denominazione in Gorda Rustavi e venne iscritto alla prima edizione della Umaglesi Liga, la massima serie del neocostituito campionato georgiano di calcio concludendo al terzo posto. Nel 1992 cambiò denominazione in Met'alurgi Rustavi per poi tornare a Gorda Rustavi nel 1998. Al termine della stagione 2002-2003, così come l'anno precedente, venne ammesso allo spareggio promozione/retrocessione: diversamente dall'anno prima, questa volta venne sconfitto dal Mtskheta, retrocedendo in Pirveli Liga. Con la retrocessione cambiò nuovamente denominazione in Rustavi. Nel 2006 si unì al Tbilisi, venne rinominato Olimpi Rustavi, venne ammesso in Umaglesi Liga e vinse il suo primo campionato nella stessa stagione distanziando di un solo punto la Dinamo Tbilisi. Grazie a questo successo venne ammesso per la prima volta alla UEFA Champions League per l'edizione 2007-2008, venendo subito eliminato dai kazaki dell'Astana. Negli anni successivi mantenne posizioni di vertice e vinse il suo secondo campionato al termine della stagione 2009-2010, nonostante avesse ricevuto tre punti di penalizzazione per gli incidenti avvenuti nel corso della ventiseiesima giornata contro il Zestaponi. Nel 2011 cambiò denominazione, tornando a Met'alurgi Rustavi e nella stagione 2011-2012 concluse il campionato al primo posto a pari punti con il Zestaponi, ma finendo secondo per la peggiore classifica avulsa. Nella stessa stagione raggiunse una delle migliori prestazioni in UEFA Europa League, arrivando al terzo turno preliminare e venendo eliminato dai francesi del Rennes. Al termine della Umaglesi Liga 2014-2015 venne retrocesso in Pirveli Liga dopo aver perso nettamente per 0-5 lo spareggio promozione/retrocessione contro la Lokomotivi Tbilisi. Nel 2015 tornò alla denominazione Rustavi, disputando le due successive stagioni in seconda serie.

## Palmarès

### Competizioni nazionali
- Campionato georgiano sovietico: 2

1959, 1979
- Coppa georgiana sovietica: 1

1964
- Umaglesi Liga: 2

2006-2007, 2009-2010
- Supercoppa di Georgia: 1

2010
- Erovnuli Liga 2: 1

2017

### Altri piazzamenti
- Campionato georgiano:

Secondo posto: 2011-2012
Terzo posto: 1990, 1991-1992, 2008-2009, 2010-2011
- Coppa di Georgia:

Finalista: 1993-1994, 2008-2009
Semifinalista: 2011-2012, 2012-2013
- Supercoppa di Georgia:

Finalista: 2007
- Erovnuli Liga 2:

Secondo posto: 2024
- Liga 3:

Terzo posto: 2023

## Statistiche

### Partecipazione alle competizioni UEFA
| Stagione  | Torneo                | Turno                     | Club           | Andata | Ritorno | Totale |
| --------- | --------------------- | ------------------------- | -------------- | ------ | ------- | ------ |
| 2007-2008 | UEFA Champions League | Primo turno preliminare   | Astana         | 0-0    | 0-3     | 0-3    |
| 2009-2010 | UEFA Europa League    | Primo turno preliminare   | B36 Tórshavn   | 2-0    | 2-0     | 4-0    |
| 2009-2010 | UEFA Europa League    | Secondo turno preliminare | Legia Varsavia | 0-3    | 0-1     | 0-4    |
| 2010-2011 | UEFA Champions League | Secondo turno preliminare | Aqtöbe         | 0-2    | 1-1     | 1-3    |
| 2011-2012 | UEFA Europa League    | Primo turno preliminare   | Banants        | 1-0    | 1-1     | 2-1    |
| 2011-2012 | UEFA Europa League    | Secondo turno preliminare | Ertis          | 1-1    | 2-0     | 3-1    |
| 2011-2012 | UEFA Europa League    | Terzo turno preliminare   | Rennes         | 2-5    | 0-2     | 2-7    |
| 2012-2013 | UEFA Europa League    | Primo turno preliminare   | Teuta          | 3-0    | 6-1     | 9-1    |
| 2012-2013 | UEFA Europa League    | Secondo turno preliminare | Viktoria Plzeň | 1-3    | 0-2     | 1-5    |

## Organico

### Rosa 2019
| N. |                    | Ruolo | Calciatore            |
| -- | ------------------ | ----- | --------------------- |
| 5  | Georgia (bandiera) | C     | Giorgi Papava         |
| 7  | Georgia (bandiera) | C     | Luka Silagadze        |
| 11 | Georgia (bandiera) | C     | Mate Kvirkvia         |
| 13 | Georgia (bandiera) | C     | Irak'li K'limiashvili |
| 14 | Georgia (bandiera) | A     | Beka Kavtaradze       |
| 15 | Georgia (bandiera) | A     | Elguja Lobjanidze     |
| 16 | Georgia (bandiera) | D     | Dato Kvirkvelia       |
| 18 | Georgia (bandiera) | D     | Tsotne Kapanadze      |
| 19 | Georgia (bandiera) | P     | Koka Sepiashvili      |
| 21 | Russia (bandiera)  | C     | Farkhad Gystarov      |
| 25 | Georgia (bandiera) | C     | Tornike Tarkhnishvili |
| 27 | Russia (bandiera)  | D     | Georgi Bugulov        |

| N. |                    | Ruolo | Calciatore         |
| -- | ------------------ | ----- | ------------------ |
| 31 | Russia (bandiera)  | C     | Luka Zviadadze     |
| 32 | Georgia (bandiera) | D     | Teimuraz Gongadze  |
| 55 | Georgia (bandiera) | C     | Giorgi Kilasonia   |
| 70 | Georgia (bandiera) | C     | Zaza Tsitskishvili |
| 77 | Georgia (bandiera) | A     | Otar Martsvaladze  |
| 80 | Georgia (bandiera) | D     | Tornike Kirkitadze |
| 89 | Georgia (bandiera) | D     | Luka Gadrani       |
| 90 | Nigeria (bandiera) | D     | Ukwubile Chukwurah |
| 97 | Georgia (bandiera) | D     | Avtandil Gujabidze |
| 99 | Georgia (bandiera) | A     | Revaz Barabadze    |
|    | Israele (bandiera) | A     | Refael de la Souza |